# NGC 219
NGC 219 este o galaxie eliptică situată în constelația Balena. A fost descoperită în 16 septembrie 1863 de către George Bond.